# Phare de Punta Carbonera
Le phare de Punta Carbonera est un phare situé à Punta Mala dans une résidence fermée de Sotogrande entre San Roque et La Línea de la Concepción (Campo de Gibraltar) dans la province de Cadix en Andalousie (Espagne). Il marque le Détroit de Gibraltar.
Il est géré par l'autorité portuaire du port de la baie de Gibraltar.

## Histoire
Le premier phare a été construit en 1588, reconstitué plus tard au XVIIIe siècle et 1989. Son autre nom est Torre de Punta Mala, une ancienne tour de vigilance côtière. Son nom vient de la présence d'une ancienne Casa de Carbonera (maison de charbonnier) à côté du phare.
Celui-ci date de 1989-1990. C'est une tourelle de 14 m soutenant une lanterne en aluminium accessible par un escalier métallique extérieur. La structure est peinte en jaune pâle. Il fait face à la Méditerranée à environ 15 km au nord de La Línea de la Concepción.
Identifiant : ARLHS : SPA-082; ES-20820 - Amirauté : D0012 - NGA : 4266 .

### Lien connexe
- Liste des phares d'Espagne